# Mac Miller
Malcolm James McCormick (19 de janeiro de 1992 – 7 de setembro de 2018), conhecido profissionalmente como Mac Miller, foi um rapper norte-americano. Miller começou sua carreira na cena do hip hop local de Pittsburgh em 2007, aos 15 anos. Em 2010, assinou contrato com a gravadora independente Rostrum Records e lançou as mixtapes de destaque K.I.D.S. (2010) e Best Day Ever (2011). Seu álbum de estreia, Blue Slide Park (2011), tornou-se o primeiro álbum de estreia distribuído de forma independente a alcançar o topo da Billboard 200 dos Estados Unidos desde 1995.
Em 2013, fundou o selo REMember Music. Após o lançamento de seu segundo álbum de estúdio, Watching Movies with the Sound Off (2013), deixou a Rostrum e assinou com a gravadora Warner Bros. Records em 2014. Com a Warner, lançou cinco álbuns de estúdio: GO:OD AM (2015), The Divine Feminine (2016), Swimming (2018) e os póstumos Circles (2020) e Balloonerism (2025). Por Swimming, foi indicado postumamente ao prêmio Grammy de Melhor Álbum de Rap. Além de sua carreira como rapper, também atuou como produtor musical, tanto para si quanto para outros artistas, sob o pseudônimo de Larry Fisherman.
Miller enfrentou problemas com vício e abuso de substâncias, temas frequentemente abordados em suas letras. Após uma recaída, faleceu aos 26 anos devido a uma overdose acidental de cocaína, fentanil e álcool em sua residência, situada em Los Angeles.

## Vida e Carreira

### 1992–2010: Primeiros anos de vida e início da carreira
Malcolm James McCormick nasceu em 19 de janeiro de 1992, no bairro de Point Breeze, em Pittsburgh, Pensilvânia. Era filho de Karen Meyers, uma fotógrafa, e Mark McCormick, um arquiteto, e tinha um irmão mais velho, Miller. Sua mãe era judia, enquanto seu pai era cristão. Embora ele e seu irmão tenham sido criados no judaísmo, frequentou uma escola primária católica para "garantir uma boa educação e a chance de jogar futebol americano e lacrosse". Estudou por um período na Winchester Thurston School, mas se formou na Taylor Allderdice High School.
Autodidata na música, Miller tocava piano, guitarra, bateria e baixo aos seis anos de idade. Começou a fazer rap aos 14 anos, embora inicialmente quisesse ser cantor. No ensino médio, decidiu focar em sua carreira no rap, mais tarde afirmando: "Quando fiz 15 anos, levei isso a sério e mudou completamente a minha vida... Eu costumava praticar esportes, jogava de tudo, ia a todas as festas do colégio. Mas quando percebi que o hip-hop era quase como um trabalho, foi tudo o que fiz".
Inicialmente conhecido como Easy Mac (estilizado como EZ Mac), lançou sua primeira mixtape, But My Mackin' Ain't Easy, em 2007, aos 15 anos. Em 2008, formou a dupla de rap The Ill Spoken com o rapper Beedie, também de Pittsburgh, e juntos lançaram a mixtape How High. Pouco depois, o grupo se desfez para que ambos pudessem seguir carreiras solo. Em 2009, adotou o nome artístico Mac Miller e lançou duas mixtapes: The Jukebox: Prelude to Class Clown e The High Life. No Pittsburgh Hip Hop Awards de 2010, venceu as categorias 21 & Under of the Year e Best Hip Hop Video por "Live Free".

### 2010–2013: Ascensão

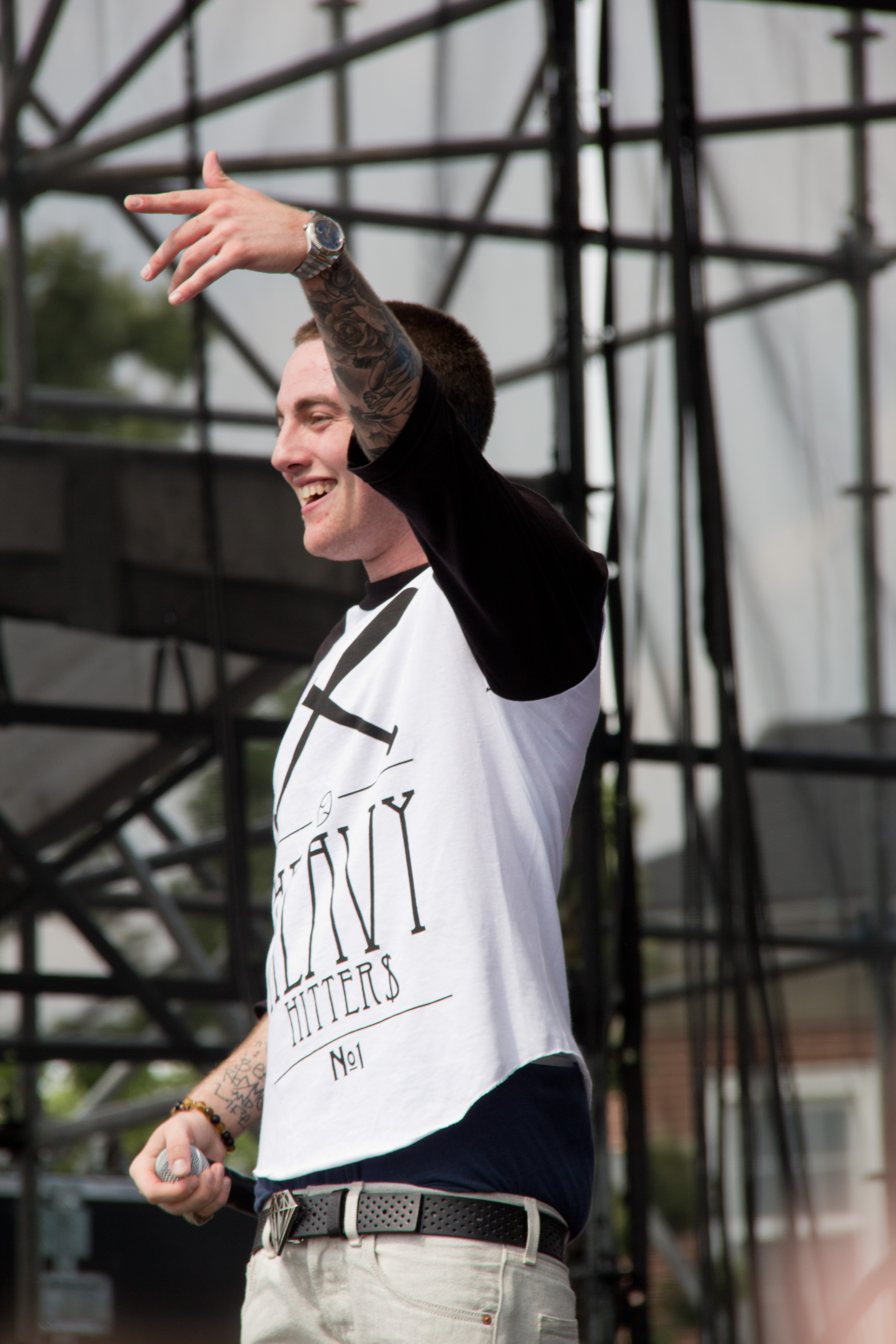
Miller performando no NYC Governor's Ball em 2011

Em julho de 2010, Miller assinou contrato com a gravadora independente de Pittsburgh Rostrum Records, antes do lançamento de sua mixtape K.I.D.S. O presidente da Rostrum, Benjy Grinberg, conheceu Miller enquanto trabalhava com Wiz Khalifa no ID Labs. Embora Grinberg tenha começado a aconselhar Miller, ele só demonstrou interesse em se envolver em sua carreira quando percebeu uma maturação em seu som e abordagem musical durante a produção de K.I.D.S. Na época, Miller já despertava o interesse de outras gravadoras, mas escolheu a Rostrum por sua localização em sua cidade natal e pela associação com Wiz Khalifa. K.I.D.S. foi lançada pela Rostrum em agosto de 2010. Durante esse período, Miller conquistou visibilidade por meio do engajamento nas redes sociais, vendas digitais e turnês constantes, já que não contava com a reprodução em rádios ou colaborações de grande porte.
A revista XXL incluiu Miller na lista anual "Freshman Class" de 2011, ao lado de outros dez rappers, incluindo Kendrick Lamar e Meek Mill. Em março de 2011, lançou sua quinta mixtape, Best Day Ever. O single "Donald Trump" foi sua primeira canção a entrar na Billboard Hot 100, alcançando a 75ª posição, e recebeu certificação de platina pela RIAA. No mesmo mês, lançou o EP On and On and Beyond, com seis faixas, das quais quatro já estavam presentes em suas mixtapes anteriores. O EP foi sua primeira entrada na Billboard 200, estreando na 55ª posição. Antes do lançamento de seu primeiro álbum de estúdio, e para comemorar um milhão de seguidores no Twitter, lançou sua sexta mixtape, I Love Life, Thank You, em 14 de outubro de 2011.
O álbum de estreia de Miller, Blue Slide Park, foi lançado em 8 de novembro de 2011. Com 144 mil cópias vendidas na primeira semana, estreou no topo da Billboard 200, tornando-se o primeiro álbum de estreia distribuído de forma independente a alcançar essa posição desde Dogg Food, do Tha Dogg Pound, em 1995. Três músicas do álbum entraram na Billboard Hot 100: "Smile Back" (55ª posição), "Frick Park Market" (60ª posição) e "Party on Fifth Ave." (64ª posição). Blue Slide Park foi certificado como disco de ouro nos Estados Unidos e no Canadá. Apesar de seu desempenho comercial impressionante, o álbum recebeu críticas mistas.
Em 23 de março de 2012, Miller lançou sua sétima mixtape, Macadelic. O single "Loud" alcançou a 53ª posição na Billboard Hot 100. Em meados de 2012, Miller lançou duas músicas produzidas por Pharrell Williams, parte de um EP colaborativo planejado, Pink Slime. De acordo com Miller, pelo menos dez faixas foram finalizadas até agosto de 2012, mas o projeto não foi lançado, apesar dos esforços ao longo de vários anos. Em 21 de novembro de 2012, lançou o EP You sob o pseudônimo Larry Lovestein & The Velvet Revival. Diferente de seus trabalhos anteriores no rap, o EP apresenta Miller cantando sobre instrumentais de jazz.

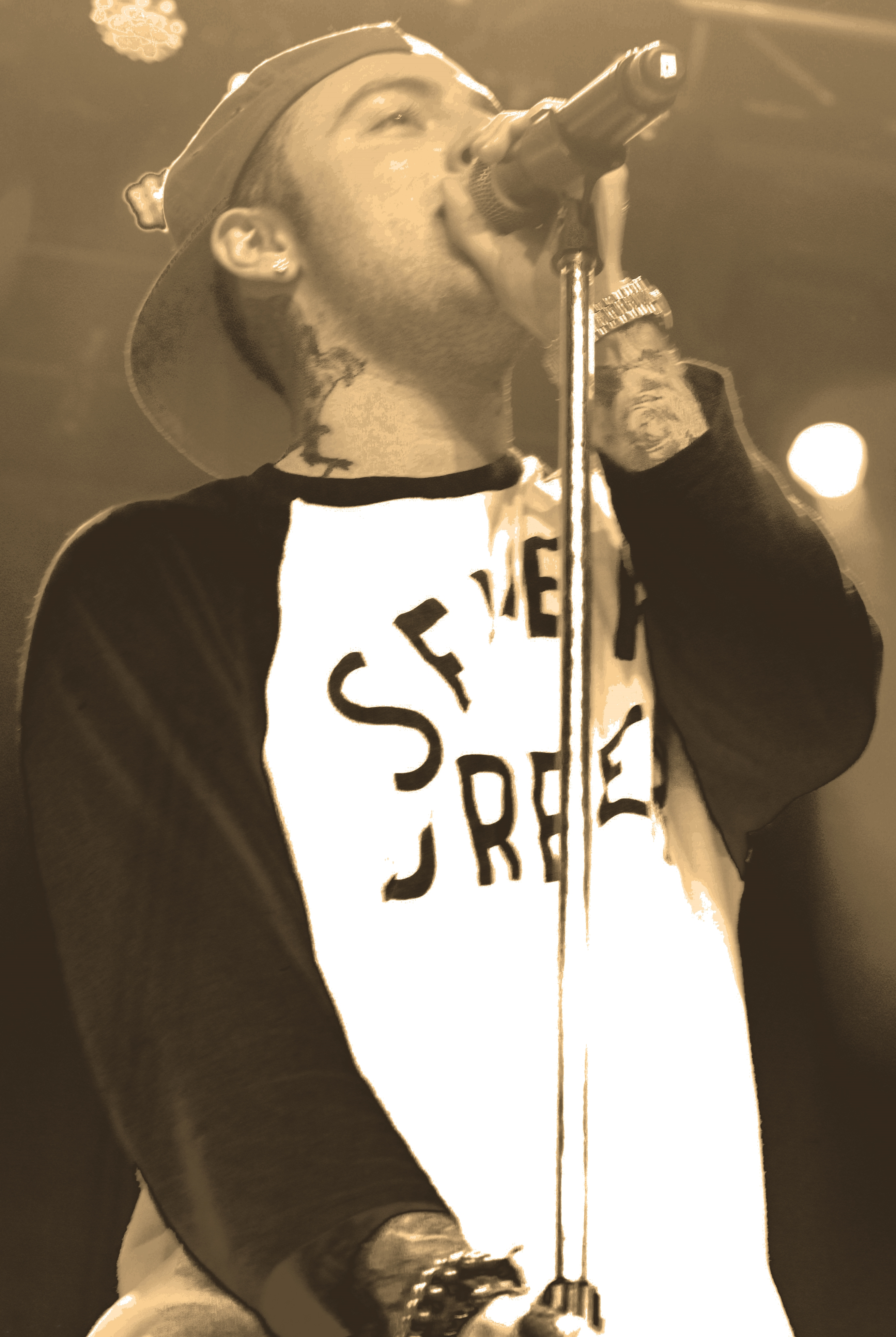
Miller no The Space Migration Tour em outubro de 2013

No início de 2013, Miller fundou o selo musical REMember Music, nomeado em homenagem a um amigo falecido. A gravadora focava principalmente em artistas de Pittsburgh, além de lançamentos para os alter egos de Miller. No mesmo ano, ele estrelou seu próprio reality show, Mac Miller and the Most Dope Family, transmitido pela MTV2. O programa acompanhou a produção de seu segundo álbum de estúdio e estreou em 26 de fevereiro de 2013. Em 4 de março de 2013, Miller lançou a mixtape Run-On Sentences, Volume One, composta exclusivamente por instrumentais de sua autoria, sob seu pseudônimo de produtor Larry Fisherman. No final do mês, participou do single "The Way", da cantora Ariana Grande, faixa principal do álbum de estreia dela, Yours Truly. A música alcançou a 9ª posição na Billboard Hot 100, tornando-se a mais bem colocada de sua carreira, e recebeu certificação de tripla platina pela RIAA.
Seu segundo álbum de estúdio, Watching Movies with the Sound Off, foi lançado em 18 de junho de 2013. O álbum recebeu críticas majoritariamente positivas, com muitos elogios ao novo som psicodélico adotado por Miller. O disco estreou na 3ª posição da Billboard 200, vendendo 102 mil cópias na primeira semana. Três singles foram lançados: "S.D.S.", "Watching Movies" e "Goosebumpz". O álbum contou com participações de Schoolboy Q, Ab-Soul, Earl Sweatshirt, Tyler, the Creator, Action Bronson e Jay Electronica. Segundo Miller, o álbum era "muito introspectivo e pessoal, como se estivesse jogando tudo para fora e vendo o que acontece".
O prefeito de Pittsburgh, Luke Ravenstahl, concedeu a Miller a chave da cidade em 20 de setembro de 2013 e declarou a data como "Mac Miller Day". Em colaboração com Vince Staples, Miller produziu a mixtape Stolen Youth. Sob o pseudônimo Delusional Thomas, ele produziu e lançou de forma independente a mixtape Delusional Thomas em 31 de outubro de 2013. Em 17 de dezembro de 2013, Miller lançou o álbum ao vivo Live from Space, contendo nove músicas apresentadas com a banda The Internet durante sua Space Migration Tour, além de cinco faixas gravadas em estúdio que foram descartadas de seu segundo álbum.

### 2014–2018: Trabalho com gravadora
Miller encerrou seu contrato com a Rostrum Records em janeiro de 2014. Em 11 de maio de 2014, lançou independentemente sua décima mixtape solo, Faces. Colin Stutz, da Billboard, descreveu a mixtape de 24 faixas como um trabalho "introspectivo, refletindo sobre seu uso de drogas, a fama e o passado". Craig Jenkins, da Pitchfork, chamou Faces de seu "trabalho mais consistentemente honesto e pessoal até então". Mais tarde, Miller comentou sobre a mixtape, refletindo sobre seu estilo de vida marcado pelo abuso de drogas durante a gravação. A segunda temporada de seu reality show, Mac Miller and the Most Dope Family, foi ao ar na MTV2 em meados de 2014.
Em outubro de 2014, Miller assinou um contrato de gravação e distribuição para seu selo REMember Music com a gravadora Warner Bros. Records. Ele escolheu a Warner por considerá-la "a empresa com o pensamento mais independente" entre as que conheceu. Seu terceiro álbum de estúdio e estreia em uma grande gravadora, GO:OD AM, foi lançado em 18 de setembro de 2015. O álbum estreou na 4ª posição da Billboard 200, com 87 mil unidades vendidas na primeira semana. O álbum foi certificado como disco de ouro, e o single "Weekend", com participação do cantor Miguel, recebeu certificação de platina pela RIAA. Em 29 de dezembro de 2015, Miller lançou a continuação de sua primeira mixtape instrumental sob o pseudônimo Larry Fisherman, intitulada Run-On Sentences, Volume Two.

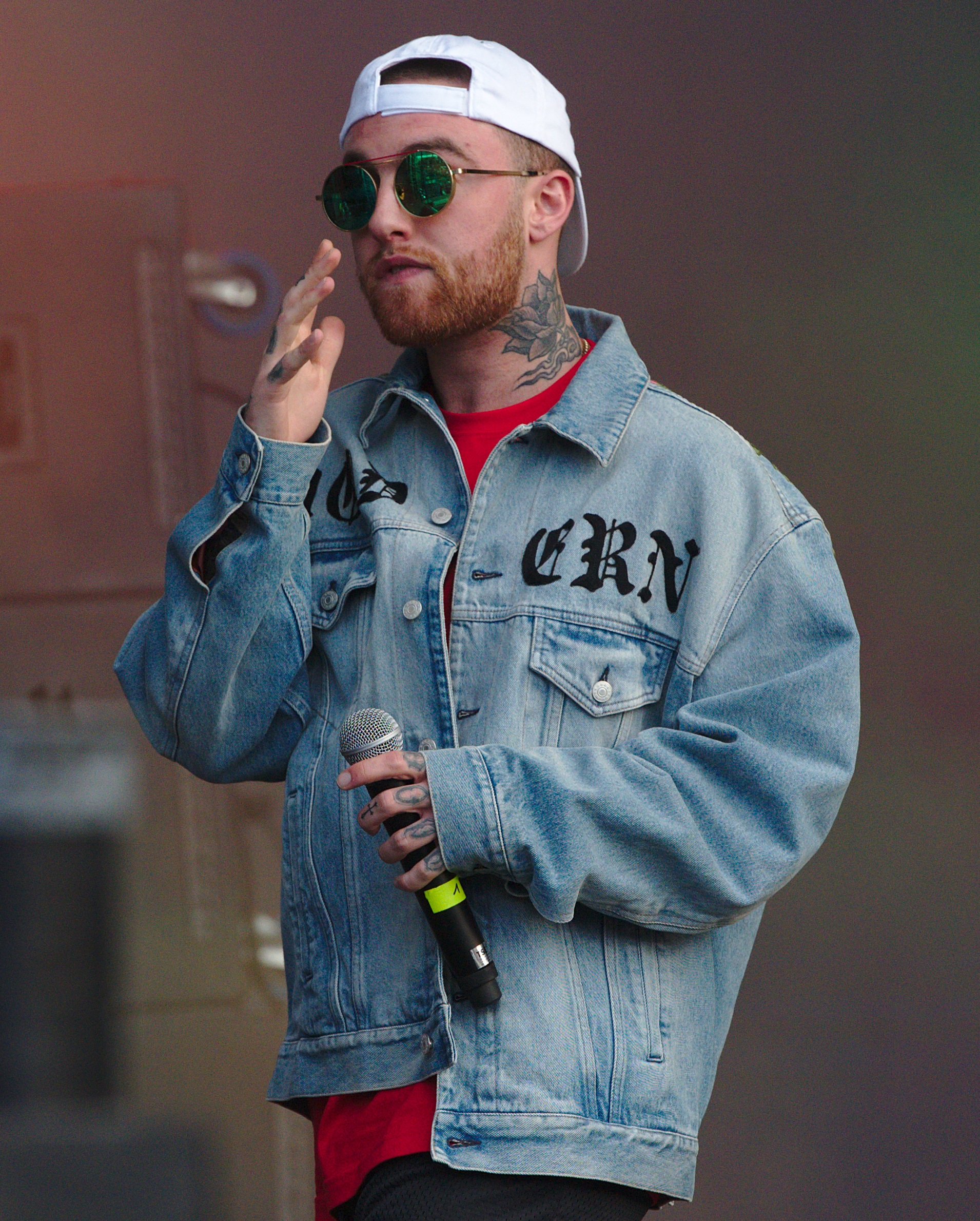
Miller performando no Splash! festival na Alemanha em 2017

Miller começou a trabalhar em seu próximo álbum de estúdio logo após concluir GO:OD AM, com o objetivo de explorar a emoção do amor. Seu quarto álbum de estúdio, The Divine Feminine, foi lançado em 16 de setembro de 2016. O álbum apresenta Miller cantando quase tanto quanto rimando e incorpora gêneros como R&B, jazz e funk. Foi bem recebido pela crítica, com a Pitchfork afirmando que o álbum era conciso e refinado em sua representação do amor, destacando ainda mais a arte de Miller. The Divine Feminine estreou na segunda posição da Billboard 200 e liderou a parada Top R&B/Hip-Hop Albums da Billboard, com 48 mil unidades vendidas na primeira semana.
O quinto álbum de estúdio de Miller, Swimming, foi lançado em 3 de agosto de 2018 e recebeu críticas positivas. A Pitchfork descreveu o álbum como uma fusão de "soul melancólico e funk caloroso", explorando temas como desgosto amoroso e seus próprios problemas de saúde mental. Swimming estreou na terceira posição da Billboard 200, com 66 mil unidades vendidas na primeira semana, tornando-se seu quinto álbum consecutivo a alcançar o Top 5 nos Estados Unidos. As últimas apresentações públicas de Miller incluíram um NPR Tiny Desk Concert, lançado em 6 de agosto de 2018, e uma performance intimista no Hotel Cafe, em Hollywood, em 3 de setembro de 2018, ambas promovendo Swimming. Após sua morte, em setembro de 2018, o single "Self Care" alcançou a posição 33 na Billboard Hot 100, tornando-se seu maior sucesso solo até então. Swimming foi indicado ao prêmio de Melhor Álbum de Rap no 61º Grammy Awards.

### Lançamentos póstumos
Os responsáveis pelas obras de Miller começou a aprovar lançamentos póstumos em junho de 2019, com os singles colaborativos "Time" com Free Nationals e Kali Uchis, e "That's Life" com 88-Keys e Sia. Em 8 de janeiro de 2020, a família de Miller anunciou seu primeiro álbum póstumo, Circles, que foi lançado posteriormente naquele mês, em 17 de janeiro. Antes de sua morte, Miller vinha trabalhando no álbum como um complemento de Swimming. A produção foi concluída por Jon Brion, que trabalhou com Miller em ambos os álbuns. Circles estreou em terceiro lugar na Billboard 200, com 164.000 unidades, marcando sua maior semana de vendas para um álbum. Seu single, "Good News", tornou-se sua música com melhor desempenho como artista principal, atingindo a 17ª posição na Billboard Hot 100.
Entre 2020 e 2023, os responsáveis pelo gerenciamento de sua obra relançou comercialmente suas mixtapes K.I.D.S., Faces e I Love Life, Thank You. Edições de aniversário de 10 anos de K.I.D.S. e Watching Movies with the Sound Off também foram lançadas, com faixas bônus inéditas. O segundo álbum póstumo de Miller, Balloonerism, foi lançado em 17 de janeiro de 2025. O álbum foi gravado em 2014, próximo ao lançamento de Faces.

## Arte

### Estilo musical e evolução
No início de sua carreira, a música de Miller era amplamente considerada "frat rap", com letras focadas em festas, uso de maconha e a busca pela fama, dinheiro e mulheres. Após a recepção crítica mista de Blue Slide Park, ele passou a adotar uma abordagem mais expressiva e experimental em seus lançamentos subsequentes. Com o lançamento de Swimming, uma análise da Rolling Stone afirmou que Miller havia superado sua reputação de frat rap.
Miller também experimentou com jazz ao longo de sua carreira. Em 2012, lançou You, um EP com faixas de lounge-jazz sob o pseudônimo Larry Lovestein and the Velvet Revival. Falando sobre o personagem Larry Lovestein, ele afirmou: "Sempre tive essa fantasia aleatória de ser um cantor de lounge jazz de setenta anos."
Na segunda metade de sua carreira, sua música incorporou ainda mais elementos de jazz e também se expandiu para o funk e o R&B. Faces apresentou influências de jazz, enquanto The Divine Feminine e Swimming foram descritos por publicações musicais como jazz rap. O escritor Danny Schwartz, da Rolling Stone, também classificou Swimming como um álbum que "abrange rap, funk e trip-hop".

### Influências
Miller citava Big L, Lauryn Hill, Beastie Boys, Outkast e A Tribe Called Quest entre suas influências. Ele tinha uma relação próxima com o rapper Wiz Khalifa, também de Pittsburgh, dizendo: "Wiz tem sido um irmão mais velho para mim nesse lance da música. Nosso relacionamento vai além da música. Ele realmente é apenas meu amigo, independentemente de eu estar fazendo música ou não." Miller também expressou admiração por John Lennon, possuindo várias tatuagens em sua homenagem, incluindo um retrato do cantor e uma referência à música "Imagine".

## Vida pessoal
Miller falou abertamente sobre sua luta contra o abuso de substâncias e a depressão. Para lidar com o estresse durante a Macadelic Tour em 2012, ele começou a tomar prometazina e, posteriormente, tornou-se viciado em lean. Em entrevista à Complex em janeiro de 2013, Miller afirmou: "Eu amo lean; é incrível. Eu não estava feliz e usava lean em excesso. Eu estava tão ferrado o tempo todo que era ruim. Meus amigos nem conseguiam mais olhar para mim do mesmo jeito. Eu estava perdido." Ele parou de consumir prometazina em novembro de 2012, antes de gravar seu reality show Mac Miller and the Most Dope Family. Em 2014, Miller usava drogas diariamente e sentia que a última faixa da mixtape Faces, "Grand Finale", era "para ser a última música que [ele] faria na Terra". Em entrevista à Billboard em agosto de 2015, afirmou ter se tornado "definitivamente muito mais saudável" desde então, mas "não completamente sóbrio". Após dizer que "odiava" estar sóbrio em um documentário de fevereiro de 2016, Miller permaneceu sem consumir drogas por três meses até outubro do mesmo ano, destacando sua melhora no humor e na criatividade. No entanto, ao ser questionado sobre sua sobriedade em abril de 2017, ele respondeu que agora estava "vivendo normalmente".
Miller teve um relacionamento intermitente com a escritora Nomi Leasure, a quem conheceu no ensino fundamental, por sete anos até 2016. Muitas das músicas da mixtape Macadelic foram inspiradas no relacionamento dos dois. Entre agosto de 2016 e maio de 2018, Miller namorou a cantora Ariana Grande.

### Questões legais
Em fevereiro de 2011, enquanto estava em turnê no estado de Nova York, Miller e seus amigos foram presos por posse de maconha e passaram a noite na cadeia. Ele afirmou que o caso foi "resolvido".
O produtor Lord Finesse processou Miller, a gravadora Rostrum Records e o site DatPiff em julho de 2012, exigindo US$ 10 milhões pelo uso de um sample de sua música "Hip 2 Da Game" na faixa "Kool-Aid and Frozen Pizza", lançada na mixtape de Miller em 2010. Em dezembro de 2012, o processo foi resolvido extrajudicialmente, com os termos mantidos em sigilo.
Em março de 2015, a banda Aquarian Dream processou Miller em US$ 150 mil pelo uso não autorizado do sample da música "Yesterday (Was So Nice Today)" na faixa "Therapy", da mixtape Faces.
Miller foi preso em maio de 2018 sob acusação de dirigir sob efeito de substâncias e por fuga do local após colidir com um poste de energia. Ele deixou o local com dois passageiros, mas a polícia rastreou sua casa através da placa do carro. Ao ser abordado em sua residência, Miller confessou o ocorrido e foi levado sob custódia, sendo liberado após pagar fiança de US$ 15 mil. Em agosto de 2018, foi formalmente acusado de duas infrações relacionadas à direção sob efeito de substâncias. Miller faleceu antes da audiência, e as acusações foram retiradas.

## Morte
Em 7 de setembro de 2018, Miller foi encontrado inconsciente em sua casa em Studio City por seu assistente pessoal, que ligou para o 911 e realizou RCP até a chegada dos paramédicos. Miller foi declarado morto no local às 11h51 (PDT). Ele estava programado para gravar um videoclipe no dia de sua morte e iniciaria sua turnê Swimming Tour em outubro.
Em seu testamento, Miller nomeou sua mãe, seu pai e seu irmão como beneficiários. Ele foi sepultado no Cemitério Homewood, em sua cidade natal, Pittsburgh, em um funeral judaico. Em 5 de novembro de 2018, o escritório do legista do condado de Los Angeles determinou que Miller morreu de uma overdose acidental devido a uma "toxicidade mista de drogas" envolvendo fentanil, cocaína e álcool.
Milhares de fãs realizaram uma vigília para Miller em 11 de setembro de 2018 no Blue Slide Park, em Pittsburgh, local que inspirou o título de seu álbum de estreia; o parque continua sendo um ponto de homenagem. Um concerto em tributo, Mac Miller: A Celebration of Life, ocorreu em 31 de outubro de 2018 no Greek Theatre, em Los Angeles. Muitos de seus amigos e colaboradores participaram do evento, seja se apresentando ou enviando mensagens; toda a renda arrecadada foi destinada ao recém-criado Mac Miller Circles Fund, que apoia programas de arte para jovens e iniciativas comunitárias em sua memória. A instituição arrecadou mais de 700 mil dólares até janeiro de 2019. Em maio de 2019, o fundo, renomeado para Mac Miller Fund, emitiu suas primeiras doações, incluindo 50 mil dólares para a MusiCares, usados para lançar o Mac Miller Legacy Fund, com o objetivo de auxiliar jovens músicos com problemas de abuso de substâncias.
Três homens foram presos em setembro de 2019 durante a investigação sobre a morte de Miller. Cameron James Pettit supostamente vendeu a Miller comprimidos falsificados de oxicodona contendo fentanil dois dias antes de sua morte. Os comprimidos foram entregues a Pettit por Ryan Reavis e fornecidos por Stephen Walter. Miller havia pedido a Pettit Percocet, um analgésico prescrito contendo oxicodona, além de cocaína e Xanax. Investigadores acreditam que Miller inalou os comprimidos adulterados antes de sua morte. Os três homens foram indiciados por conspiração e distribuição de drogas resultando em morte.
Em 18 de abril de 2022, Reavis foi condenado a dez anos de prisão por seu envolvimento na distribuição dos comprimidos. Em 17 de maio de 2022, Walter foi condenado a 17 anos e meio de prisão. Pettit cumpriu uma pena não divulgada e foi libertado em 11 de outubro de 2024.

## Discografia
Álbuns de Estúdio
- Blue Slide Park (2011)
- Watching Movies with the Sound Off (2013)
- GO:OD AM (2015)
- The Divine Feminine (2016)
- Swimming (2018)
- Circles (2020)
- Balloonerism (2025)

Mixtapes
- But My Mackin' Ain't Easy (2007) (como Easy Mac)
- How High (2008) (com Beedie como parte do The Ill Spoken)
- The Jukebox: Prelude to Class Clown (2009)
- The High Life (2009)
- K.I.D.S. (2010)
- Best Day Ever (2011)
- I Love Life, Thank You (2011)
- Macadelic (2012)
- Run-On Sentences: Vol. 1 (2013) (como Larry Fisherman)
- Stolen Youth (2013) (como Larry Fisherman; com Vince Staples)
- Delusional Thomas (2013) (como Delusional Thomas)
- Faces (2014)
- Run-On Sentences: Vol. 2 (2015) (como Larry Fisherman)

Extended Plays (EPs)
- On and On and Beyond (2011)
- You (2012) (como Larry Lovestein & the Velvet Revival)

## Filmografia
| Ano        | Título                              | Papel     | Notas                                     | Ref.            |
| ---------- | ----------------------------------- | --------- | ----------------------------------------- | --------------- |
| 2011       | Single Ladies                       | Ele mesmo | 2 episódios                               | [ 20 ]          |
| 2012       | Punk'd                              | Ele mesmo | Episódio: "Mac Miller"                    | [ 129 ]         |
| 2013, 2015 | Ridiculousness                      | Ele mesmo | 2 episódios                               | [ 130 ] [ 131 ] |
| 2013–2014  | Mac Miller and the Most Dope Family | Ele mesmo |                                           | [ 132 ]         |
| 2013       | Scary Movie 5                       | D'Andre   | Filme                                     | [ 133 ]         |
| 2014       | Loiter Squad                        | Dave      | Episódio: "Stone Cold Stunner"            | [ 134 ]         |
| 2015       | Hi, How Are You Daniel Johnston?    | —         | Filme curto; produtor executivo           | [ 135 ]         |
| 2019       | Shangri-La                          | Ele mesmo | Episódio: "Wrestling"; lançamento póstumo | [ 136 ]         |

## Links externos
- Site oficial
- Mac Miller no MTV
- Mac Miller no IMDb